# Eugène Martin (Maler)

Selbstporträt (1949); Öl auf Malerkarton

Eugène Martin (* 20. Februar 1880 in Genf; † 27. Dezember 1954 ebenda) war ein Schweizer Kunstmaler.

## Leben und Wirken
Eugène Martin wurde 1880 als Sohn eines Bankangestellten und der Direktorin eines Haute-Couture-Hauses geboren. Zwischen 1898 und 1904 war er Börsenmakler und dann zwischen 1906 und 1945 Angestellter und später Direktor in einem Modehaus. 
Martin stand Maurice Barraud und Alexandre Blanchet nahe. Von 1933 bis 1944 war er Präsident der Genfer Sektion der Gesellschaft schweizerischer Maler, Bildhauer und Architekten; von 1944 bis 1952 war er deren Zentralpräsident. Martin war zudem Mitglied der Künstlergruppe «Le Falot».